# Pseudocheilinus hexataenia
El lábrido de seis rayas (Pseudocheilinus hexataenia) es una especie de peces Perciformes de la familia Labridae.

## Morfología
Los machos pueden llegar alcanzar los 10 cm de longitud total. Se le identifica por su patrón de seis rayas iridiscentes de color anaranjado sobre fondo azul y su pequeño ocelo situado en la aleta caudal, coloreada en verde aceitunado. Tiene los ojos rojos, cruzados por dos líneas blancas paralelas.

## Reproducción
Es una especie ovípara. No existe dimorfismo sexual aparente siendo el tamaño el que determina el sexo del animal. Esta especie varía su sexo en función del tamaño. Siendo por tanto los ejemplares de menor tamaño hembras (hasta los 7 cm) y los mayores machos (hasta los 10 cm).

## Hábitat
Asociado a arrecifes, entre los 2 y 35 m de profundidad. Suele encontrarse en pequeños grupos, protegiéndose entre las ramas de coral.Se encuentra desde el Mar Rojo hasta KwaZulu-Natal (Sudáfrica), las Tuamotu, Islas Ryukyu, Indonesia, norte de Australia, Japón y Vietnam.

## Alimentación
Se alimenta de pequeños crustáceos, copépodos y diversos gusanos, entre otros los gusanos de fuego.

## Mantenimiento
Es un animal de fácil adaptación a la cautividad, longevo y bastante resistente a oscilaciones en las condiciones acuáticas y a la presencia de enfermedades.
Suele respetar a todos los peces, con excepción de los de su misma especie y ejemplares pequeños y tímidos. Tampoco toca los corales. En acuarios de arrecife consolidados, con roca viva, apenas necesita alimentación extra. No obstante, conviene complementar con artemia y mysis, también come alimento en escamas y gránulos.
Es un rápido nadador y recorre el acuario constantemente a la caza de presas. Suele mantener a raya a los gusanos de fuego.